# Garcinia murdochii
Garcinia murdochii är en tvåhjärtbladig växtart som beskrevs av Henry Nicholas Ridley. Garcinia murdochii ingår i släktet Garcinia och familjen Clusiaceae. Inga underarter finns listade i Catalogue of Life.